# 汉密尔顿·哈蒂
赫伯特·汉密尔顿·哈蒂爵士（英語：Sir Herbert Hamilton Harty，1879年12月4日—1941年2月19日），爱尔兰作曲家，指挥家，钢琴家。早年他作为伴奏家登台，曾与克莱斯勒，西盖蒂等名家合作过。后来他结识了汉斯·里希特，受到其帮助，先后出任哈莱管弦乐团和伦敦交响乐团的指挥，1925年受封爵士。哈蒂的作品数量不多，均为管弦乐而作，有优美的旋律和突出的民族风格。